# Cuevas de Amarnath

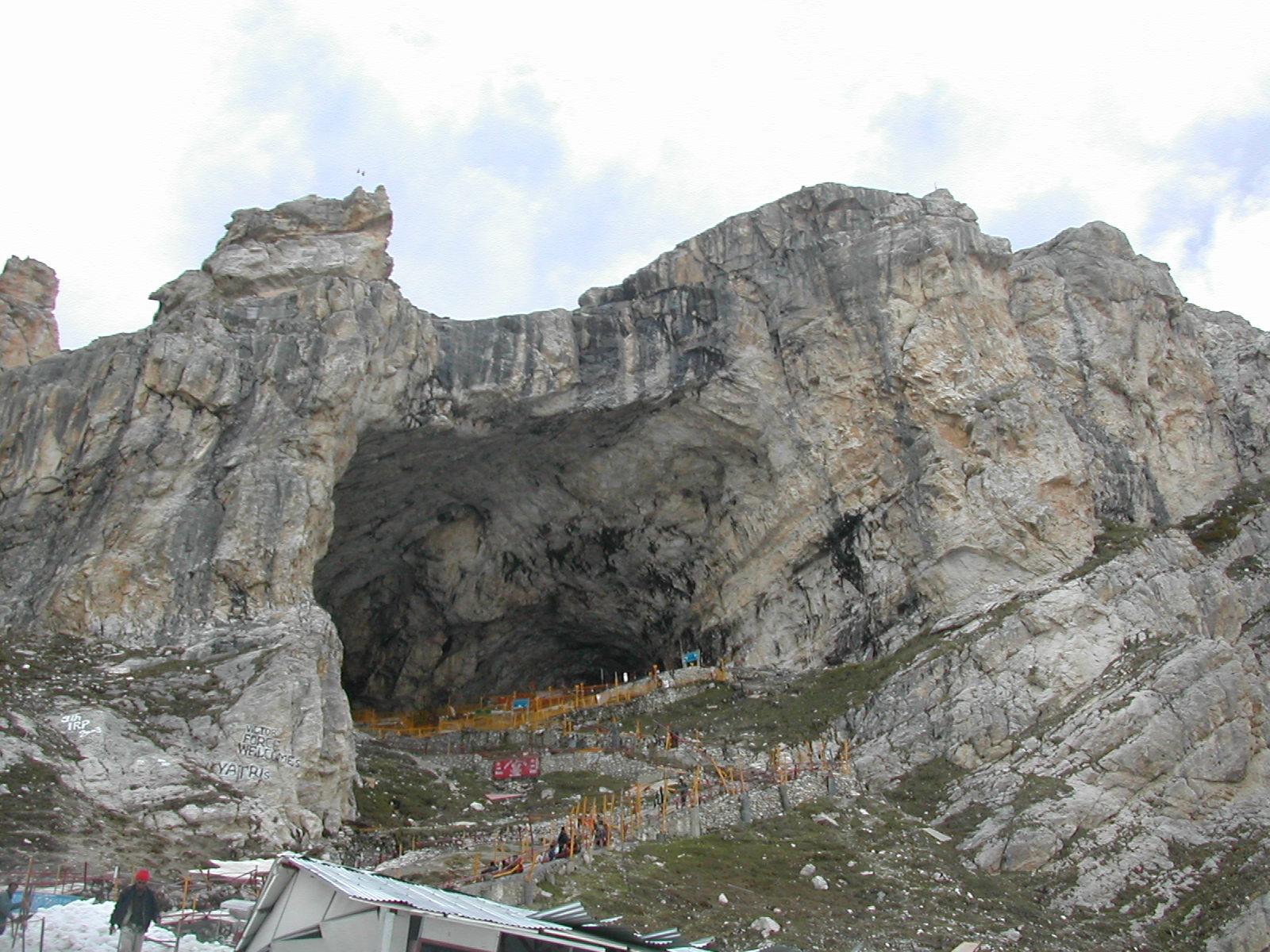
Santuario de Amarnath

Las cuevas de Amarnath (en hindi: अमरनाथ गुफा; en urdu: امرناتھ گُپھا) se encuentran entre los santuarios más famosos del hinduismo y están dedicadas al dios Shiva; están situadas en el territorio de Jammu y Cachemira, en la India. Se dice que el santuario tiene 5.000 años de antigüedad, y tiene su lugar en la antigua mitología hindú.

## Descripción

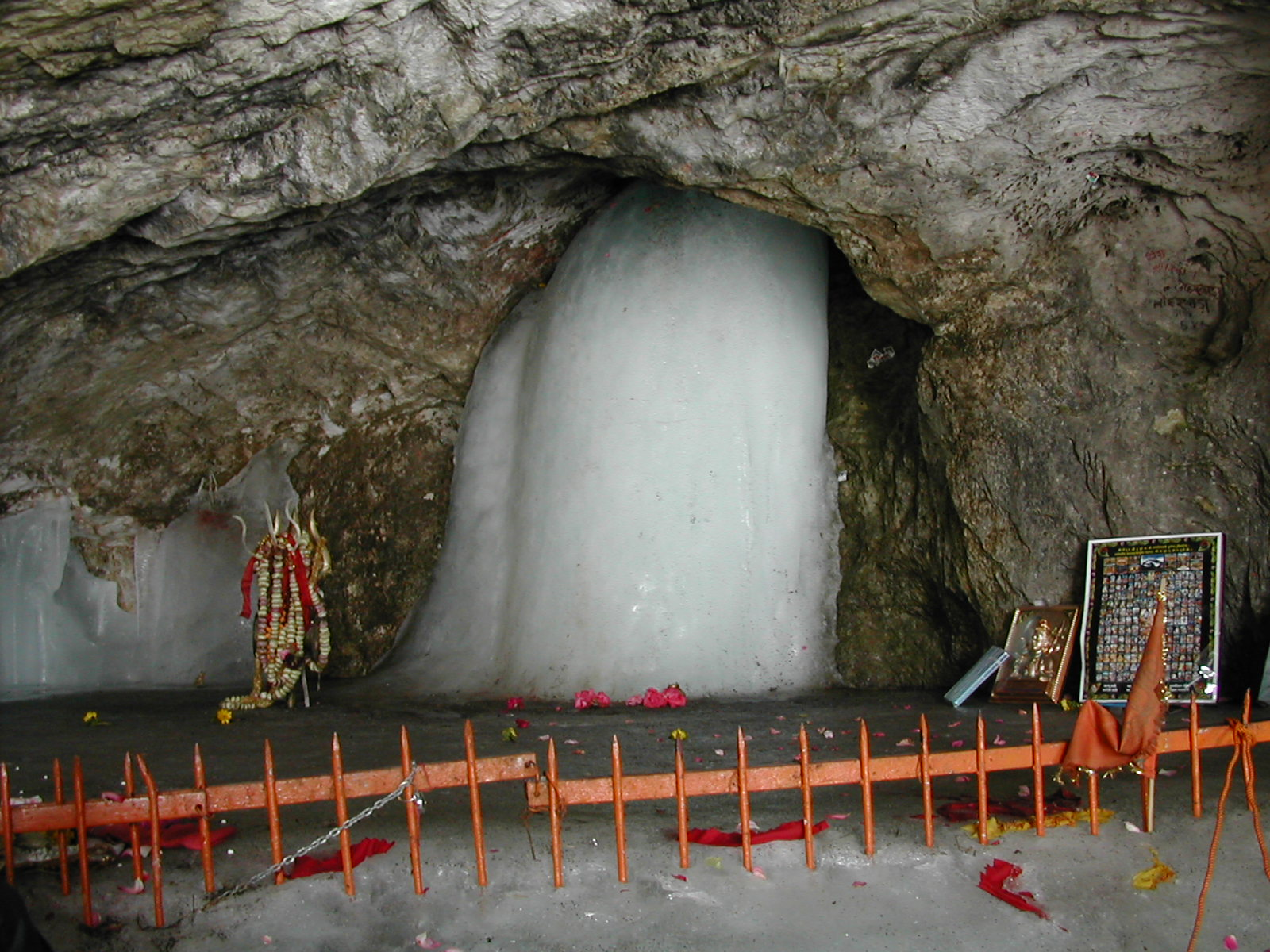
Shiva lingam en Amarnath

Dentro de la cueva principal hay una estalagmita de hielo, con una forma parecida a la del Shiva linga; este lingam de hielo toma volumen de mayo a agosto, sólo para perder algo después. Se dice que crece y disminuye de acuerdo a las fases de la luna, alcanzando su tamaño completo durante los festivales religiosos de verano.
La cueva está situada a una altitud de 3888 metros, a unos 141 km de Srinagar, la capital de Jammu y Cachemira. La policía y las fuerzas paramilitares indias mantienen una presencia significativa en la región debido a los problemas de seguridad. Esto hace necesario obtener un permiso previo de las autoridades indias antes de emprender un peregrinaje a Amarnath.

## Mitología
Según la mitología hindú, fue en esta cueva donde Shiva explicó el secreto de la vida eterna a su Paredra, la bella Parvati; en la cueva también hay otras dos formaciones de hielo, una de las cuales representa a Parvati, y la otra a Ganesh, el hijo de Shiva.
Si Siva eligió esta remota cueva para revelar el secreto de la vida eterna a Parvati, fue para asegurarse de que ninguna criatura viviente escuchara este secreto. Pero dos palomas que anidaban cerca lo oyeron y así se hizo eterno; los peregrinos que han ido a Amarnath afirman haber visto estas palomas eternas en algunas ocasiones.

## Peregrinaje

### Origen
Las referencias a Amarnath, tanto en crónicas históricas como el Rajatarangini como en relatos antiguos de viajeros occidentales, muestran que la cueva sagrada es conocida desde hace siglos.
La peregrinación, según estas crónicas, escritas por Kalkhana en 1148-1149, ya existía al menos en el siglo XII.
El viajero François Bernier, médico francés que acompañó al emperador Aurangzeb durante su visita a Cachemira en 1663, escribió en su libro Voyages in the Mughal Empire que continuó su viaje "a una cueva llena de maravillas heladas, dos días desde Sangsafed " ; La cueva a la que se refiere es sin duda la de Amarnath, para el editor de la segunda edición de la traducción al inglés del libro, Vincient A. Smith explica en su introducción que

La cueva llena de maravillas heladas es la cueva de Amarnath, en la que bloques de hielo, estalagmitas formadas por el agua que fluye del techo de la cueva, son adoradas por muchos hindúes que ven en ellas imágenes de Shiva.

### En nuestros días
Es una importante peregrinación para los hindúes - alrededor de 400.000 personas llegan en peregrinación durante los 45 días que dura el Festival de Shravani Mela en julio-agosto, que coincide con el mes sagrado de Shravan.
Los fieles suelen recorrer caminando los 42 km hasta el pueblo de Pahalgam, a unos 96 km de Srinagar, y tardan de 4 a 5 días en completar el viaje. Hay dos maneras de llegar al santuario: la ruta más larga y tradicional parte de Srinagar; la otra, más corta, parte de la ciudad de Baltal. Algunos peregrinos, especialmente los más viejos, hacen el viaje a caballo, o en palanquín.